# Häxorna i Eastwick
Häxorna i Eastwick (engelska: The Witches of Eastwick) är en amerikansk långfilm från 1987 i regi av George Miller, med Jack Nicholson, Cher, Susan Sarandon och Michelle Pfeiffer i rollerna. Filmen bygger på John Updikes roman med samma namn från 1984.

## Synopsis
Alexandra Medford (Cher), Jane Spofford (Susan Sarandon) och Sukie Ridgemont (Michelle Pfeiffer) är tre missnöjda kvinnor som lever i den pittoreska staden Eastwick, Rhode Island. Alex är skulptör och ensamstående mor till en dotter, Jane är en nyligen frånskild musiklärare som inte kan få barn, medan Sukie har sex döttrar och arbetar som krönikör för "Eastwick Word". De tre vännerna har alla förlorat sina män (Alex man dog, Janes man skilde sig från henne och Sukies man övergav henne). Omedvetna om att de är häxor bildar de en social häxgrupp där de har en veckosamvaro och delar sina fantasier om ideala män.
En dag uppenbarar sig en särartad man (Jack Nicholson) i stan och köper stans landmärke, egendomen Lennox Mansion. De tre väninnorna blir en efter en fascinerad av den gåtfulle mannen som de efter hand får veta heter Daryl Van Horne, som uppenbarligen har en mystisk effekt på kvinnorna. Ryktena börjar gå i stan om att de är horor.

## Rollista
| Jack Nicholson      | – Daryl Van Horne   |
| Cher                | – Alexandra Medford |
| Susan Sarandon      | – Jane Spofford     |
| Michelle Pfeiffer   | – Sukie Ridgemont   |
| Veronica Cartwright | – Felicia Alden     |
| Richard Jenkins     | – Clyde Alden       |
| Keith Jochim        | – Walter Neff       |
| Carel Struycken     | – Fidel             |